# Кохакуто

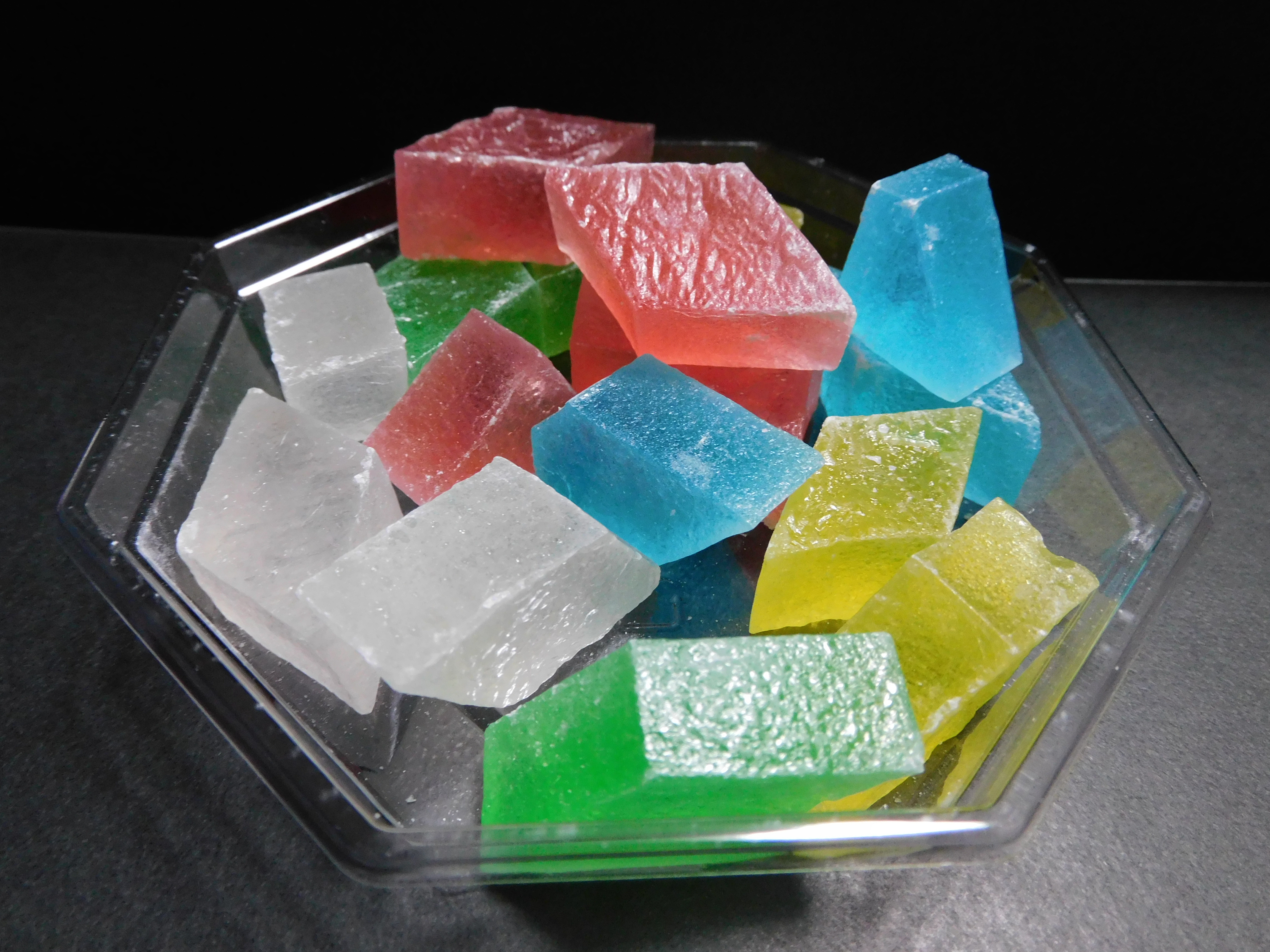
Кохакуто

Кохакуто (яп. 琥珀糖, трансліт. こはくとう, досл. «бурштиновий цукор») або Кохакукан (яп. 琥珀羹, трансліт. こはくかん)  — це традиційні японські смаколики, відомі своїм унікальним зовнішнім виглядом, що нагадує коштовне каміння або кристали. Ласощі мають хрустку скоринку зовні та ніжну, желеподібну консистенцію всередині.

## Вживання:
Кохакуто вживають як самостійний десерт, і як інші японські Ваґасі з японським зеленим чаєм. Їх також використовують для прикраси тортів та напоїв, додаючи їм елегантності та унікальної текстури.

## Інгредієнти:
Основними інгредієнтами для кохакуто є:
- Агар-агар.
- Цукор.
- Вода.
- Натуральні харчові барвники.
- Ароматизатори та екстракти.